# Лопес Кобос, Хесус
Хесу́с Ло́пес Ко́бос (исп. Jesús López-Cobos; 25 февраля 1940, Торо, провинция Самора, Испания — 2 марта 2018, Берлин, Германия) — испанский дирижёр.

## Биография
Родился в Торо, Самора, Испания. Изучал философию в мадридском Университете Комплутенсе, окончил его в 1964 г., после чего учился дирижированию у Франко Феррары и Ханса Сваровски. Дебютировал за дирижёрским пультом в 1969 г.
В 1981—1990 гг. — музыкальный руководитель Немецкой оперы в Берлине, одновременно в 1984—1988 гг. возглавлял Национальный оркестр Испании. В 1986—2000 гг. главный дирижёр Симфонического оркестра Цинциннати, в 1990—2000 гг. также главный дирижёр Лозаннского камерного оркестра. С 2003 по 2010 год — музыкальный руководитель Королевского театра в Мадриде и Мадридского симфонического оркестра.
Он был национальным покровителем Delta Omicron, международного профессионального музыкального братства.